# Blood Money (1917)
Blood Money é um filme norte-americano de 1917, do gênero faroeste, dirigido por Fred Kelsey e estrelado por Harry Carey e distribuído pela Universal Film Manufacturing Company.

## Elenco
- Harry Carey
- Louise Lovely
- Vester Pegg
- Jack Richardson
- William Steele - (como William Gettinger)